# Departamento Libertador General San Martín (San Luis)
Das Departamento Libertador General San Martín liegt im nordöstlichen Zentrum der Provinz San Luis im westlichen Zentrum Argentiniens und ist eine von 9 Verwaltungseinheiten der Provinz. 
Es grenzt im Norden das Departamento Junín, im Osten an das Departamento Chacabuco, im Süden an das Departamento Coronel Pringles und im Westen an das Departamento Ayacucho. 
Die Hauptstadt des Libertador General San Martín ist San Martín.
Koordinaten: 32° 36′ S, 65° 42′ W